# Nouvelle espèce biologique

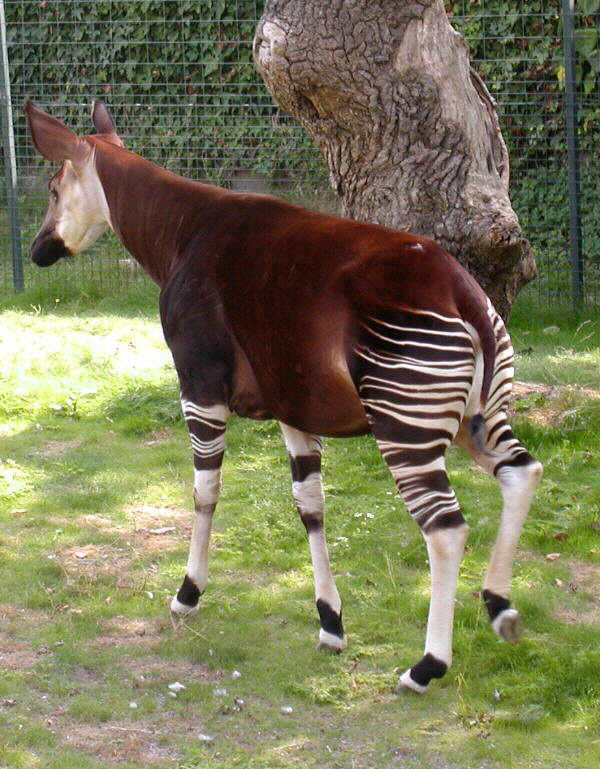
L'okapi (Okapia johnstoni), décrit en 1901, est l'exemple d'une espèce de grands mammifères découverte seulement au XXe siècle.

De nouvelles espèces biologiques sont encore régulièrement décrites et nommées. Ce sont des espèces nouvelles pour la science, c'est-à-dire nouvellement découvertes, à ne pas confondre avec des espèces nouvellement formées, par spéciation, au cours de l'évolution biologique, ni avec des espèces nouvelles pour un territoire donné, mais déjà connues ailleurs.

## Définition
Des espèces biologiques nouvelles pour la science sont régulièrement découvertes et décrites chaque année. 

La description d'une nouvelle espèce dans la littérature scientifique peut par exemple faire suite à  :
- la découverte dans la nature d'une espèce totalement différente de celles qui étaient connues jusqu'alors.
- la réinterprétation d'une espèce connue qui s'avère en réalité être composée de plusieurs espèces confondues jusqu'à alors mais cependant bien distinctes. Ce mode d'apparition d'espèce cryptique est en augmentation depuis qu'il est possible d'analyser très finement le génome par des méthodes d'étude et de comparaison des ADN, ces méthodes aboutissant par ailleurs à des remaniements de la classification par une meilleure compréhension de la parenté des taxons (phylogénie). À la suite de ce partage d'une espèce en plusieurs, la fraction auquel correspond le type nomenclatural conservera le nom d'origine, ainsi que le nom d'auteur et la date s'y réfèrent. Un nouveau nom sera attribué à l'autre (ou aux autres) fractions.
- la découverte d'une nouvelle espèce par l'étude plus approfondie des spécimens conservés dans les musées et les collections.

Pour bien préciser le nom complet d'une espèce, le (ou les) auteur(s) de la description doivent être indiqués à la suite du nom scientifique, ainsi que l'année de parution dans la publication scientifique. Le nom donné dans la description initiale d'une espèce est appelé le basionyme. Ce nom peut être amené à changer par la suite pour différentes raisons. Dans la mesure du possible, ce sont les noms actuellement valides qui sont indiqués, ainsi que les découvreurs, les pays d'origine et les publications dans lesquelles les descriptions ont été faites.
L’activité anthropique (effets des pollutions, de la surexploitation des ressources naturelles, de la destruction des habitats ou de l'insularisation induite par la fragmentation écologique croissante des paysages) contribue aussi bien à la spéciation (par exemple l'apparition du moustique du métro de Londres, Culex pipiens molestus) qu'à l'extinction des espèces, les scientifiques devant décrire ces nouvelles espèces apparues. Exemple de spéciation, la domestication, l'homme ayant domestiqué 474 espèces animales et 269 espèces végétales depuis la dernière période glaciaire il y a 10 000 ans.

## Découvreurs et descripteurs
Certains naturalistes sont particulièrement féconds en découvertes, comme Paul Coopmans, zoologiste belge opérant en Équateur et Pérou, Tim Flannery, mammalogiste et paléontologue australien, ou encore Bret Whitney, expert en chants d'oiseaux.

## Décompte
Selon les groupes zoologiques ou botaniques, le nombre d'espèces nouvelles décrites chaque année varie considérablement. Le tableau ci-dessous indique le nombre moyen d'espèces nouvelles sur une période de dix ans (nombre d'espèces par an arrondi à l'unité sur la période 1978-1987) :
| Groupe zoologique ou botanique | Nombre d'espèces décrites par an |
| ------------------------------ | -------------------------------- |
| Mammifères                     | 26                               |
| Oiseaux                        | 5                                |
| Amphibiens et reptiles         | 105                              |
| Poissons                       | 231                              |
| Insectes                       | 7222                             |
| Arachnides                     | 1350                             |
| Annélides                      | 173                              |
| Mollusques                     | 366                              |
| Champignons                    | 1700                             |

On constate par ailleurs que, dans un groupe biologique donné, le nombre précis d'espèce décrites est assez constant, comme le montre le tableau suivant (incluant les nouvelles espèces vivantes et fossiles décrites dans la période 1979-1988 ; la colonne "Vertébrés (sauf Poissons)" correspond aux Vertébrés tétrapodes et réunit les mammifères, oiseaux, reptiles et amphibiens)  :
| Année | Vertébrés (sauf Poissons) | Poissons |
| ----- | ------------------------- | -------- |
| 1979  | 146                       | 183      |
| 1980  | 170                       | 241      |
| 1981  | 134                       | 273      |
| 1982  | 186                       | 240      |
| 1983  | 177                       | 260      |
| 1984  | 168                       | 223      |
| 1985  | 230                       | 220      |
| 1986  | 117                       | 204      |
| 1987  | 191                       | 234      |
| 1988  | 138                       | 229      |

Environ 18 000 espèces ont été découvertes en 2013, dont près de 2 000 nouvelles espèces végétales. On décrit actuellement entre 16 000 et 18 000 nouvelles espèces par an, dont 10 % sont issues du milieu marin.

## Risque de mystification
Le prototype des erreurs par mystification a été l'affaire de l'homme de Piltdown. Plus récemment, plusieurs ongulés sauvages nouveaux ont été décrits de la péninsule indochinoise, dont le curieux saola à allure d'antilope et des muntjacks, bien réels et bien vivants, ainsi que le linh duong (Pseudonovibos spiralis), décrit officiellement par deux naturalistes allemands, Peter et Feiler, en 1994, à partir de cornes curieusement spiralées trouvées dans le commerce local, et qui s'est avéré être une mystification, non des descripteurs mais des patients fabricants de ces objets à partir de cornes de bovins domestiques. En conséquence, après avoir été inscrit sur les listes de protection de l'UICN en 1995, ce nom scientifique reste disponible, mais est maintenant relégué au statut de synonyme junior de la vache (Bos taurus).

## Estimations sur le nombre de nouvelles espèces à découvrir
Des estimations ont été faites par différents auteurs pour évaluer le nombre d'espèces existant réellement dans les différents groupes biologiques. Les méthodes sont variées, une des plus courantes étant l'extrapolation à partir de zones géographiques ou de groupes biologiques très bien connus. Le tableau ci-dessous donne un ordre de grandeur, en comparaison du nombre d'espèces déjà décrites, de l'estimation la plus conservatrice et la plus élevée, du nombre d'espèces existant réellement :
| Groupe biologique         | Espèces décrites (ordre de grandeur) | Estimation conservatrice | Estimation haute |
| ------------------------- | ------------------------------------ | ------------------------ | ---------------- |
| Vertébrés                 | 45 000                               | 50 000                   | 50 000           |
| Hexapodes (dont Insectes) | 1 000 000                            | 8 000 000                | 100 000 000      |
| Arachnides                | 75 000                               | 750 000                  | 1 000 000        |
| Crustacés                 | 40 000                               | 150 000                  | 150 000          |
| Mollusques                | 70 000                               | 200 000                  | 200 000          |
| Nématodes                 | 15 000                               | 500 000                  | 1 000 000        |
| Protozoaires              | 40 000                               | 300 000                  | 500 000          |
| Plantes (Embryophytes)    | 250 000                              | 300 000                  | 500 000          |
| Algues                    | 40 000                               | 200 000                  | 10 000 000       |
| Champignons               | 70 000                               | 1 000 000                | 1 500 000        |
| Bactéries                 | 4 000                                | 400 000                  | 3 000 000        |
| Virus                     | 5 000                                | 500 000                  | 500 000          |

## Liste de nouvelles espèces
Les listes ci-dessous, sans être toujours exhaustives, donnent un aperçu des découvertes et des descriptions d'espèces nouvelles faites dans le monde après 1985, année d'invention du terme « biodiversité ». Elles permettent par ailleurs de se référer aux descriptions initiales faites dans les publications spécialisées, et de consulter, le cas échéant, l'article correspondant de l'encyclopédie et la classification de l'espèce dans Wikispecies (répertoire du vivant).

### Plantes
| Plantes                                                       |
| 1986-1990 \| 1991-1995 \| 1996-2000 \| 2001-2005 \| 2006-2010 |

### Poissons
| Poissons                                                      |
| 1986-1990 \| 1991-1995 \| 1996-2000 \| 2001-2005 \| 2006-2010 |

### Amphibiens
| Amphibiens                                                    |
| 1986-1990 \| 1991-1995 \| 1996-2000 \| 2001-2005 \| 2006-2010 |

### Reptiles
| Reptiles                                                      |
| 1986-1990 \| 1991-1995 \| 1996-2000 \| 2001-2005 \| 2006-2010 |

### Oiseaux
| Oiseaux                                                       |
| 1986-1990 \| 1991-1995 \| 1996-2000 \| 2001-2005 \| 2006-2010 |

### Mammifères
| Mammifères                                                    |
| 1986-1990 \| 1991-1995 \| 1996-2000 \| 2001-2005 \| 2006-2010 |